# 少女締結的月夜光輝
《少女締結的月夜光輝》是ensemble在2018年11月30日發售的戀愛冒險類型成人遊戲。2019年6月28日發售Fan disc《少女締結的月夜光輝 Fullmoon Days》（乙女が結ぶ月夜の煌めき Fullmoon Days）。

## 故事簡介
結城冬彌是財團大小姐四條蘭的管家，某一天冬彌在蘭的要求下，化名塔矢優紀，並以女裝姿態進入明月女學園就讀。

## 登場角色
塔矢優紀（聲：春乃いろは）
男主角，本名為結城冬彌，四條財閥的管家，負責照顧蘭的生活起居。後來在蘭的要求下以女裝姿態進入明月女學園就讀。
四條蘭（聲：花園めい）
四條財閥的大小姐，冬彌侍奉的對象，為了應付自己不擅長的科目而讓冬彌以女裝姿態進入學校就讀。
冷泉雫音（聲：桃山いおん）
理事長的女兒，學生會成員，性格冷靜，在校內很有人氣。
藤咲渚
個性親切的女孩，庶民出身，跟周邊所有的人都能馬上建立起親近的關係。和心是青梅竹馬。
篠森涼花（聲：桃井莓）
學生會副會長，對每個人都能無差別的對待，曾因過度專注於學生會的事務上而病倒。
佐倉心（聲：くすはらゆい）
個性內向的女孩，但當討論自己感興趣的事情時會展現自信心，喜歡角色扮演。和渚是青梅竹馬。

## 主題曲
少女締結的月夜光輝
片頭曲「Ray」
作詞、主唱：Duca，作曲、編曲：ANZIE
片尾曲「Lovin' You」
作詞：秋元凜，作曲：，主唱：榊原由依
少女締結的月夜光輝 Fullmoon Days
片頭曲
作詞、主唱：Duca，作曲、編曲：@Jin
片尾曲「Moonlit」
作詞：秋元凜，作曲：yozuca*，編曲：lotta

## 評價
《少女締結的月夜光輝》在Getchu.com的2018年11月銷量榜上排名第4名。於2018年度「萌系遊戲大賞」年間排名獲得第45名。

## 外部連結
- 少女締結的月夜光輝遊戲官網 （页面存档备份，存于）（日語）
- 少女締結的月夜光輝 Fullmoon Days遊戲官網 （页面存档备份，存于）（日語）